# Zatoka Szokalskiego
Zatoka Szokalskiego (ang. Schokalsky Bay, hiszp. Bahía Schokalsky) – zatoka Oceanu Południowego, położona wzdłuż wschodniego wybrzeża Wyspy Aleksandra. Ma 6 mil (9,7 km) długości i 9 mil (14 km) szerokości. Po raz pierwszy została zaobserwowana w styczniu 1909 roku, jednak mylnie określono ją cieśniną. W 1948 roku zidentyfikowano ją jako zatokę. Została nazwana na cześć Julija Szokalskiego, rosyjskiego geografa, oceanografa i kartografa.